# Lambert Schaus
Lambert Schaus (Lussemburgo, 18 gennaio 1908 – Lussemburgo, 10 agosto 1976) è stato un politico e diplomatico lussemburghese, esponente del Partito Popolare Cristiano Sociale.
È stato ministro e commissario europeo.

## Biografia
Dopo essersi laureato in giurisprudenza a Parigi, nel 1932 Schaus cominciò ad esercitare la professione di avvocato. Tra 1937 e 1938 presiedette l'associazione lussemburghese dei giovani avvocati.
Nel 1940 Schaus venne eletto membro del consiglio cittadino di Lussemburgo. Tra 1941 e 1944 venne detenuto in un campo di concentramento in Germania.
Nel 1945 Schaus venne eletto membro della Camera dei deputati. Si dimise nell'agosto 1946, quando venne nominato ministro degli affari economici e dell'alimentazione nel governo guidato da Pierre Dupong. Nel successivo governo Dupong, entrato in carica il 1º marzo 1947, Schaus fu ministro degli affari economici e della difesa. Svolse l'incarico fino al luglio 1948. Dal 1948 fece parte del Consiglio di stato.
Nel gennaio 1953 Schaus assunse l'incarico di ambasciatore lussemburghese a Bruxelles. Dopo la morte del commissario europeo lussemburghese Michel Rasquin nell'aprile 1958, Schaus gli subentrò come commissario europeo per i trasporti. Mantenne lo stesso incarico anche nella Commissione Hallstein II, fino al luglio 1967.
Nel 1967 Schaus venne nominato capo della rappresentanza permanente del Lussemburgo presso la NATO. Ricoprì la carica fino al 1973.